# Chal
Chal, hoặc Shubat (tiếng Kazakh: шұбат [ʃʊbɑ́t]), (đặc biệt là tiếng Turkmenistan và tiếng Kazakhstan) là một loại đồ uống Turkic làm từ sữa lạc đà lên men, màu trắng lấp lánh với một hương vị chua, phổ biến ở Trung Á, đặc biệt là ở Kazakhstan và Turkmenistan. Tại Kazakhstan, thức uống được biết đến với tên shubat, và là một thực phẩm mùa hè thiết yếu. Do yêu cầu chế biến và tính chất dễ hỏng, chal tỏ ra rất khó để xuất khẩu. Agaran (đã ủ men kem) được thu thập từ bề mặt của chal.
Chal lên men được cho là sở hữu virucidal và virus ức chế  không tìm thấy trong sữa lạc đà tươi hoặc sữa bò, cả ở dạng lỏng và đông khô của nó - đặc tính không bị ảnh hưởng bởi thời hạn sử dụng..
Chal thường được chế biến bị bằng cách đầu tiên làm chua sữa lạc đà trong một túi da hoặc bình gốm sứ bằng cách thêm vào sữa đã chua. Trong 3-4 ngày, sữa tươi được trộn vào; món chal hoàn thành bao gồm 1/3 đến 1/5 sữa đã chua trước.
Sữa lạc đà sẽ không bị chua cho đến 72 giờ ở nhiệt độ dưới 10 °C (50 °F). Ở 30 °C (86 °F) sữa này chua trong khoảng 8 giờ (so với sữa bò, chua trong vòng 3 giờ đồng hồ).